# 托托亞島
托托亞島是斐濟的島嶼，位於太平洋海域，屬於劳群岛的一部分，長11.3公里、寬8.5公里，面積28平方公里，最高點海拔高度348米，主要經濟活動是椰子種植。
18°57′00″S 179°49′59″W / 18.95°S 179.833°W